# بنفلوئورکس
بنفلوئورکس (انگلیسی: Benfluorex) یک داروی ضداشتها و کاهنده چربی خون بود که به دلیل عوارض جانبی از بازار جمع آوری گردید.